# Dom Polski w Żytomierzu
Dom Polski w Żytomierzu – placówka edukacyjno-kulturalna działająca od 1999 roku w Żytomierzu. Prowadzona jest przez stowarzyszenie Wspólnota Polska. Patronem placówki jest Ignacy Jan Paderewski
Dom Polski prowadzi działania służące integracji i zachowaniu tożsamości narodowej społeczności polskiej organizując kursy językowe, wyjazdy edukacyjne, konkursy i koncerty. Dom Polski współpracuje z organizacjami polskimi Żytomierszczyzny (m.in. Studenckim Klubem Polski w Żytomierzu), ukraińskim uczelniami wyższymi i Konsulatem Generalnym RP w Winnicy.  Funkcję dyrektora placówki pełni Irena Perszko.